# Bare (woreda)
Pour les articles homonymes, voir Bare.
Bare (ou Barey, en somali : Baarey[réf. souhaitée]) est un  woreda du sud de l'Éthiopie situé dans la zone Afder de la région Somali. Ce district a 93 340 habitants en 2007 et porte le nom de son chef-lieu. Les woredas Khole (ou Qooxle) et God-God s'en détachent récemment.
Limitrophe de la Somalie au sud, le district s'étend à l'origine vers l'est jusqu'au Chébéli mais sa partie orientale rejoint la zone Shabelle avant 2007.
Le détachement de Khole et de God-God vers 2020 réduit le district à sa partie ouest centrée sur le chef-lieu, environ 95 km au sud-est de Hargele,.
| Afder   |         | Kohle   |
| Dolobay | Bare    | God-God |
|         | Somalie |         |

Le recensement national de 2007 fait état de 93 340 habitants dans le district dont 9 % de citadins qui sont les 8 117 habitants du chef-lieu, le district recensé comprenant encore à l'époque les futurs woredas Khole et God-God.
En 2022, la population est estimée sur le même périmètre à 135 360 personnes avec une densité de population de seize personnes par km2 et 8 278 km2 de superficie.
Entre-temps, le district se réduit à 6 146 km2 de superficie tandis que 2 515 et 1 592 km2 sont attribués aux nouveaux woredas Kohle et God-God.